# Araks (Armavir)
Araks (in armeno Արաքս?) è un comune dell'Armenia di 1 652 abitanti (2010) della provincia di Armavir. Il paese fu fondato come fattoria statale nel 1940; lì vicino fu combattuta la battaglia di Sardarapat (maggio 1918), sul cui sito fu eretto il memoriale di Sardarapat.